# Nowa Sól (gemeente)
De gemeente Nowa Sól is een landgemeente in het Poolse woiwodschap Lubusz, in powiat Nowosolski.
De zetel van de gemeente is in Nowa Sól.
Op 30 juni 2004 telde de gemeente 6541 inwoners.

## Oppervlakte gegevens
In 2002 bedroeg de totale oppervlakte van gemeente Nowa Sól 176,21 km², waarvan:
- agrarisch gebied: 36%
- bossen: 55%

De gemeente beslaat 22,87% van de totale oppervlakte van de powiat.

## Demografie
Stand op 30 juni 2004:
| Omschrijving                   | Totaal | Totaal | Vrouwen | Vrouwen | Mannen | Mannen |
| ------------------------------ | ------ | ------ | ------- | ------- | ------ | ------ |
| eenheid                        | aantal | %      | aantal  | %       | aantal | %      |
| inwoners                       | 6541   | 100    | 3338    | 51      | 3203   | 49     |
| bevolkingsdichtheid (inw./km²) | 37,1   | 37,1   | 18,9    | 18,9    | 18,2   | 18,2   |

In 2002 bedroeg het gemiddelde inkomen per inwoner 1104,68 zł.

## Administratieve plaatsen (sołectwo)
Buczków, Chełmek, Ciepielów, Dąbrowno, Jeziorna, Jodłów, Kiełcz, Lelechów, Lipiny, Lubieszów, Lubięcin, Nowe Żabno, Przyborów, Rudno, Stany, Stara Wieś, Stary Staw, Wrociszów.

## Aangrenzende gemeenten
Bojadła, Bytom Odrzański, Kolsko, Kożuchów, Nowa Sól, Nowe Miasteczko, Otyń, Siedlisko, Sława
- Virtual International Authority File: 249665558